# Steffen Goldkamp
Steffen Goldkamp (* 2. Februar 1988 in Damme) ist ein deutscher Künstler, Regisseur, Drehbuchautor und Filmemacher. 2019 wurde sein Kurzfilm Nach zwei Stunden waren zehn Minuten vergangen bei den 76. Internationalen Filmfestspielen von Venedig im Wettbewerb der Reihe Orrizonti uraufgeführt.

## Leben
Steffen Goldkamp wuchs in Wallenhorst bei Osnabrück auf. Im Jahr 2011 nahm er ein Studium mit dem Schwerpunkt Film an der Hochschule für bildende Künste Hamburg auf.  Er ist Mitbegründer des Kollektivs Spengemann Eichberg Goldkamp Hans.

## Sonstiges
Im Juni 2019 sorgten Steffen Goldkamp und der Künstler Paul Spengemann mit dem Musikvideo zum Track Coco Chanel der Hamburger Rapperin Haiyti für ein großes Medienecho. Drehort war u. a. die Ibiza-Villa, in der 2017 heimlich das Video mit dem früheren FPÖ-Chef und Vizekanzler Heinz-Christian Strache aufgenommen wurde.

## Werke
- Wallenhorst Deutschland, 2014
- L´Été Espéré Frankreich, Deutschland, 2016
- Western Union Kroatien, Deutschland, 2018
- Nach zwei Stunden waren zehn Minuten vergangen Deutschland, 2019